# 공격 재개 2008 I.V. ~파멸을 향하여~
공격 재개 2008 I.V.~파멸을 향하여~(攻撃再開 2008 I.V.〜破滅に向かって〜)는 일본의 락 밴드 엑스 재팬이 도쿄 돔에서 2008년 3월 28일부터 3월 30일까지의 3일간 개최한 라이브 공연이다.

## 일정
3월 28일：파괴의 밤 

3월 29일：무모한 밤 

3월 30일：창조의 밤 

## 개요
1997년 THE LAST LIVE~최후의 밤~과 제48회 NHK 홍백가합전 이후 해체되었던 엑스 재팬의 부활 콘서트.
본래 3월 28일과 30일에 행해질 예정이었지만, 예상 밖의 호응으로 3월 29일에 추가 공연의 개최가 결정되었다.
3월 28일의 파괴의 밤은 WOWOW로 생중계되었지만,공연시작이 2시간 이상 늦었다.콘서트 마지막에는 요시키가 ART OF LIFE를 연주 중 실신해, 그대로 종연이 되었다.3월 29과 30일은 텔레비전으로 방송되지는 않고, 인터넷 중계로 DMM.com에서 유료 생중계 했었다.
28일의 공연의 지연이나 실신에 대해서는 29일에 긴급 기자 회견을 해 히데를 출연시키기 위한 연출에 시간이 오래 걸린데다, 기기 이상이 발생한 것, 도쿄 돔측의 공연 가능 시간이 오후 10시까지로 정해져 있던 것 등을 들었다. 이 때에 7월에 X JAPAN 첫 해외 공연이 되는 프랑스 콘서트의 결정도 발표되었다.
해외를 겨냥해 발표된, 영어 타이틀은 X JAPAN to resume its attack in 2008 I.V. ~towards destruction~.공연마다의 영어 타이틀은 각각 Night of Destruction, Night of Madness, Night of Creation이다.
하지만 취소 되었다. 

## 출연진

### 엑스 재팬
- 요시키
- 토시
- 히데 - 홀로그램 출연
- 파타
- 히스
- 스기조 (보조출연)

### 게스트
- 스기조  (전 LUNA SEA)
- 웨스 볼랜드(전 림프 비즈킷)
- 리처드 포르터스(건스 앤 로지스)

## 연주곡

### 파괴의 밤(3월 28일)

X Japan 공격재개 2008 I.V. ~파멸을 향하여~ 파괴의 밤의 ART OF LIFE 중 히데의 홀로그램

예상보다 2시간 30분이나 공연이 지연되는 바람에 당초의 예정에는 X, ENDLESS RAIN등이 연주될 예정이었지만, 연주되지 못하였다.
ART OF LIFE의 연주가 요시키의 실신으로 끊겨, 30일 창조의 밤에서 이어 연주된다.
특히 ART OF LIFE에서 히데의 생전에 ART OF LIFE를 연주한 장면을 홀로그램으로 재현하여 많은 호응을 일으켰다.

#### 세트 리스트
- THE LAST SONG
- Rusty Nail
- WEEK END
- SCARS (히데인트로)
- Silent Jealousy
- 히데의 방(HIDEの部屋)[POSE]
- Say Anything (어쿠스틱 버전)
- Without you
- I.V.
- 紅

#### 앙코르1
- ART OF LIFE

### 무모한 밤(3월 29일)

#### 세트 리스트
- Forever Love
- Rusty Nail
- WEEK END
- PATA Solo
- DRAIN
- Longing ~중단된 melody~ (어쿠스틱 버전)
- PIANO Solo
- Without you
- I.V.
- 紅

#### 앙코르1
- City Of Devils (바이올렛 유케이)
- DRUM Solo
- Tears

#### 앙코르2
- Prologue-World Anthem-
- X

### 창조의 밤(3월 30일)

#### 세트 리스트
- Tears
- Rusty Nail
- WEEK END
- PATA Solo
- HEATH Solo
- 히데의 방(HIDEの部屋)
- Forever Love (어쿠스틱)
- Without you
- I.V.
- 紅
- Orgasm～환희의 노래～Orgasm(オルガスム～歓喜の歌～オルガスム )

#### 앙코르1
- SEX & RELIGION (바이올렛 유케이)
- YOSHIKI DRUM Solo
- ENDLESS RAIN

#### 앙코르2
- Prologue-World Anthem-(S.E)
- X
- ART OF LIFE (파괴의 밤에서 중단된 부분 이어서)
- Say Anything (S.E)
- Forever Love(Last Mix) (S.E)
- UNFINISHED (S.E)